# PKP SM04 sorozat
A PKP SM04 sorozat(gyári jelölése 409Da) egy lengyel gyártmányú, kis teljesítményű, korábban a PKP (Lengyel Államvasutak) által üzemeltetett tolatómozdony, amely a PKP SM03 sorozat továbbfejlesztett változata.

## Története
Az 1972 és 1978 között gyártott SM04 abban különbözött elődjétől, hogy konstrukciója lehetővé tette egy nagyobb teljesítményű dízelmotor beépítését, amelyet a Henschel licenc alapján gyártottak. Eredetileg ez a motor a 10H6-os lett volna, amely 160 lóerős teljesítményű volt; helyette azonban a 180 lóerős 14H6-os motort használták.
Az SM04-et elsősorban az iparnak adták el, ahol a 409Da gyári jelölést viselték. Mindössze 2 példányt szerzett be a PKP az 1990-es évek elején. Mindkét mozdonyt a Zakłady Naprawcze Taboru Kolejowego w Sędziszowie (Sędziszówi Gördülőállomány Javítóüzem) mentette meg, de 2000-ben kivonták a PKP állományából. Ezek közül az egyik most a Chabówkai vasúti múzeumban található kiállítási tárgyként.